# Torre Sacyr Vallehermoso

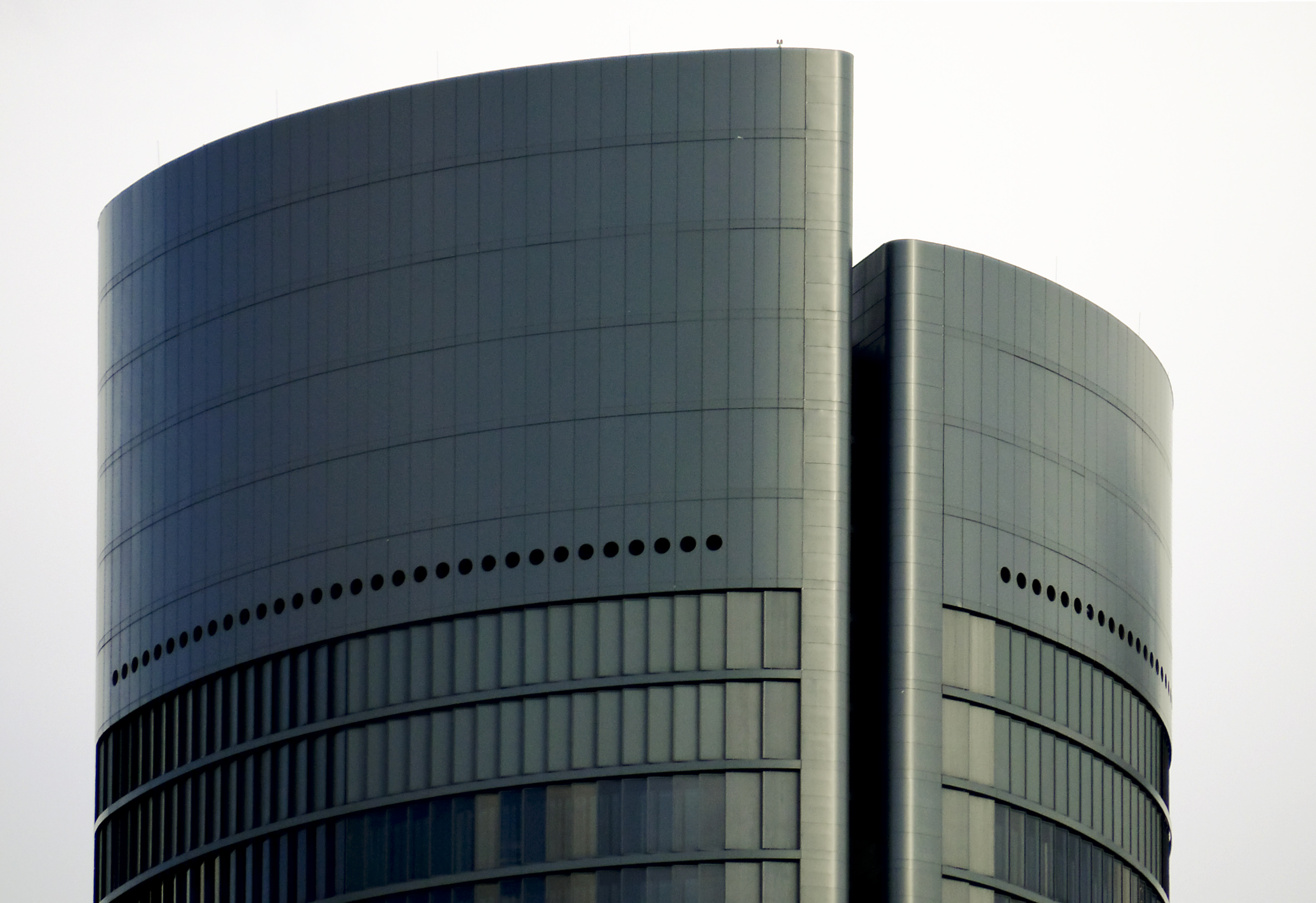
Bild av byggnadens översta del

Torre Sacyr Vallehermoso är en skyskrapa i Cuatro Torres Business Area i Madrid i Spanien. Skyskrapan är 236 meter hög, har 52 våningar och innehåller hotell och kontor. 